# Олимпик (национальный лес)
Оли́мпик (англ. Olympic National Forest) — национальный лес на северо-западе штата Вашингтон, США. Площадь леса составляет 628 115 акров (2549,89 км²). Окружает Национальный парк Олимпик с севера, востока и юга.
Территория национального леса занимает части округов Клэллам, Грейс-Харбор, Джефферсон и Мейсон.
Первоначально основан 22 февраля 1897 года как Лесной заповедник (Forest Reserve) Олимпик, в 1907 году получил статус национального леса. Охраняется двумя участковыми лесничествами — Тихоокеанским (Pacific, западная часть полуострова Олимпик) и Худ-Канал (Hood Canal, его восточная часть).
Штаб-квартира администрации национального леса находится в Олимпии, отделения лесничества имеются в Форксе, Куинолте и Куилсине. Другие населённые пункты близ въездов в национальный лес — Порт-Анджелес, Скуим и Аманда-Парк.
Рельеф национального леса разнообразен. На территории леса имеются крупные популяции оленя Рузвельта, чернохвостого оленя, барибала, американского енота, койота, эндемичного олимпикского сурка, здесь отмечено свыше 200 видов птиц.

## Территории дикой природы
Несколько частей национального леса с 1984 года имеют статус МСОП Ib — «Территория дикой природы». Это — самые строго охраняемые природные участки в США, доступ к ним открыт только пешим ходом или на лошади. Первоначально планировалось их включение в национальный парк Олимпик, однако впоследствии это не было осуществлено.
- Брадерс (The Brothers, 66 км²)
- Бакхорн (Buckhorn, 179 км²)
- Уандер-Маунтин (Wonder Mountain, 9,5 км²)
- Колонел-Боб (Colonel Bob, 48 км²)
- Маунт-Шокомиш (Mount Shokomish, 53 км²)